# True West
True West ist ein Drama des amerikanischen Autors Sam Shepard, das am 10. Juli 1980 im Magic Theatre in San Francisco uraufgeführt wurde. Erste Druckfassungen des Stückes erschienen 1981 im New Yorker Samuel French und Londoner Faber & Faber Verlag. Seine endgültige Fassung erhielt das Stück, das seine erste Aufführungen an diversen Theatern an der amerikanischen Ost- und Westküste erlebte, nach einigen Unstimmigkeiten zwischen Schauspielern, Regisseuren und dem Autor im Jahre 1982.
Das Werk, das schon in seinen Anfangsszenen durch ein pintereskes Gefühl der Bedrohung und eine latente Atmosphäre der Gewaltsamkeit geprägt ist, thematisiert das widersprüchliche, duale Wesen der menschlichen Existenz in einer modernen Zivilisation und Konsumgesellschaft auf dem Hintergrund der menschlichen Urfähigkeit oder Urbereitschaft zur Gewaltsamkeit. Daneben behandelt es vor allem gegensätzliche Aspekte des American Dream wie Freiheit, Ungebundenheit oder künstlerische Kreativität einerseits und materieller Wohlstand sowie sozialer Fortschritt andererseits, und problematisiert die Möglichkeiten und Grenzen in der Kontrastierung der damit verbundenen Konzepte von Glück und Freiheit. Dazu gehört neben der Auseinandersetzung mit den amerikanischen Mythen der Verlust der Natur und der Ideale des alten Westens, der Gegensatz zwischen Kunst und Kommerz, die zunehmende Gewalt, der Alkoholismus und insbesondere das Zerbrechen der familiären Beziehungen. Ebenso konfrontiert das Werk die Rezipienten mit der Doppelnatur des Menschen, seinen anarchischen oder destruktiven Charakterseiten unter einer angepassten sozialen Oberfläche.

## Inhaltsangabe
Das Drama handelt von der Entwicklung zweier Brüder namens Lee und Austin, die sich in ihren Charakteristika nicht unähnlicher sein könnten.
Während Austin ein erfolgreicher Drehbuchautor ist, der mitten im Leben steht, ein Haus und eine Familie hat und aufgrund eines guten finanziellen Hintergrundes ein unbekümmertes Leben führen kann, ist sein Bruder Lee ein kleinkrimineller Landstreicher, der sich auf das Diebeshandwerk spezialisiert hat und damit seinen Lebensunterhalt bestreitet.
Die Mutter der beiden Brüder ist zu Beginn des Dramas in Alaska im Urlaub. Sie hat ihrem Sohn Austin aufgetragen, sich um ihr eher konservativ eingerichtetes Haus zu kümmern und ihre geliebten Pflanzen zu gießen. Lee war zuvor 3 Monate in der Wüste unterwegs und hat den "old man" (Lees und Austins Vater) besucht, der sich vor langer Zeit für das Exil und die Abgeschiedenheit entschieden hat. Er kommt zum Haus seiner Mutter, um in die Anwesen der reichen Nachbarn einzubrechen. Ob die Eltern nun geschieden sind oder lediglich getrennt voneinander leben, geht aus dem Stück nicht hervor.
Das Drama beginnt mit Austin, der an Notizbuch und Schreibmaschine sitzt und an seinem Projekt, einem Drehbuch für einen Historienfilm, arbeitet. Er arbeitet schon seit längerer Zeit daran und hat sich aus diesem Grund bereits über Monate hinweg mit einem Produzenten namens Saul Kimmer getroffen, der vorgibt, von seinem Projekt durchaus begeistert zu sein. Lee, der über den gesamten ersten Akt einen betrunkenen Eindruck macht, ist ebenfalls anwesend und unterhält sich mit Austin. Beide sprechen jedoch eher aneinander vorbei, eine wirkliche Kommunikation findet nicht statt. Lee versteht es dabei, seinen Bruder mit abwertenden Fragen, Antworten und Aussagen zu provozieren; Austin geht aber nicht sonderlich darauf ein, da er Lee augenscheinlich körperlich unterlegen ist und Angst vor ihm hat. Er spricht in einer relativ gehobenen Sprache, wohingegen Lee einen eher vulgären, teilweise beleidigenden Slang verwendet.
Durch die stetigen Provokationen und die Gegensätze zwischen den beiden Brüdern kommt es unablässig zum Streit, der im Laufe des Theaterstückes noch weiter eskaliert.
Um sich in Ruhe mit Saul Kimmer über das Geschäft unterhalten zu können, gibt Austin Lee, für den er sich schämt, seine Autoschlüssel und macht mit ihm eine Zeit ab, zu der dieser wieder zurück sein sollte. Während des Treffens erscheint Lee allerdings verfrüht und mit einem aus der Nachbarschaft gestohlenen Fernseher in den Händen. Er verwickelt Saul – anfänglich durch Geschick, später durch Bedrängen – in eine Diskussion.
Lee und Saul entdecken dabei ihre gemeinsame Vorliebe für Golf und verabreden sich sogleich zu einer morgendlichen Partie. Weiterhin versucht Lee ihn von seiner eigens ausgedachten Geschichte zu überzeugen. Saul scheint zunächst desinteressiert, auf Lees Drängen verspricht er aber, sich den groben Handlungsverlauf durchzulesen, sobald Austin diesen aufgeschrieben hat. So wird Austin unfreiwillig zu Lees Schreiber.
Bei einem Golftreffen schafft es Lee schließlich, den Produzenten von seiner von Klischees überhäuften Geschichte zu überzeugen und ihn durch eine Wette zur Produktion zu verpflichten. Da Lee aber kein begabter Schriftsteller ist, soll Austin die Geschichte zu Papier bringen. Dieser findet die Geschichte allerdings zu simpel, ja geradezu "dumm", und lehnt deshalb ab. Daraufhin bricht Saul seine Abmachung mit Austin und lässt dessen ursprüngliche Geschichte fallen.
Die Protagonisten verändern sich daraufhin in eine genau entgegengesetzte Richtung. Austin betrinkt sich nun fortlaufend und beleidigt seinen Bruder auf einer für ihn ungewöhnlichen niederen Sprachebene. Um Lee zu beweisen, dass er ebenfalls in der Lage ist zu stehlen, zieht er nun selbst durch die Nachbarschaft und stiehlt sämtliche Toaster. Lee versucht sich selbst als Autor an der Schreibmaschine, kann jedoch keinen klaren Gedanken fassen und ist auf Austin als Schreiber angewiesen. So treffen die beiden eine Abmachung: Austin soll Lees Gedanken aufbereiten und verschriftlichen, Lee soll Austin dafür mit in die Wüste nehmen und ihm zeigen, wie man dort (über)lebt, denn ein Leben in der Wüste (zumindest auf Zeit) scheint schon immer Austins Traum gewesen zu sein.
In der Folge haben Austin und Lee nur noch das Drehbuch im Kopf und vernachlässigen das Haus und die Pflanzen der Mutter völlig, sodass die Wohnung zu einer "Müllhalde" verkommt. In der letzten Szene formulieren Lee und Austin gerade eine Passage der Geschichte, als die Mutter, die früher von ihrem Urlaub als erwartet zurückgekommen ist, auftaucht. Lee ändert blitzartig sein Verhalten, ist wieder beleidigend gegenüber Austin und will sofort das Haus verlassen (und nebenbei etwas Silberbesteck und Porzellan mitnehmen); er sagt, dass man den Deal verschieben müsse, es ist jedoch offensichtlich, dass er seinen Teil der Vereinbarung überhaupt nicht einzuhalten beabsichtigt. Austin wird deswegen sehr wütend und stranguliert Lee mit dem Telefonkabel; die Mutter scheint davon wenig beeindruckt, ihre Sorge gilt viel mehr ausschließlich ihren mittlerweile abgestorbenen Pflanzen. Sie verlässt das Haus, um später in einem Motel zu übernachten und anschließend den zu dem Zeitpunkt allerdings bereits längst verstorbenen Maler Pablo Picasso während einer Kunstausstellung zu treffen. Schließlich liegt Lee am Boden und gibt vor, tot zu sein, woraufhin Austin das Kabel löst und – anscheinend etwas benommen – versucht, seinen Bruder anzusprechen. Dieser bleibt regungslos am Boden liegen. Als Austin das Haus verlassen will und sich der Tür nähert, springt Lee jedoch plötzlich auf und versperrt den Ausgang. Die Bühnenhandlung endet an dieser Stelle: die beiden Brüder stehen sich angriffsbereit gegenüber. Die Bühne verdunkelt sich langsam und den Regieanweisungen zufolge ist in der Ferne in der Wüste das Heulen eines einzelnen Kojoten zu hören.

## Aufbau und Dramenstruktur
Das Drama ist in zwei Akte aufgeteilt. Der erste Akt umfasst die Szenen 1 bis 4, der zweite Akt die Szenen 5 bis 9.
Alle 9 Szenen spielen in der Küche des Hauses von Austins und Lees Mutter in einem Vorort von Los Angeles.
In der Exposition werden in der ersten Szene der Handlungsort (setting), die beiden Protagonisten und die Atmosphäre eingeführt. Erste Spannungen sind erkennbar. Die Szenen 2 bis 4 bieten eine Steigerung der Handlung. (rising action): Es werden die familiären Hintergründe dargeboten und mit der Präsentation seiner Filmidee wird Lee zum Rivalen. Mit den zunehmenden Komplikationen, Streitigkeiten, Auseinandersetzungen und Provokationen zwischen den Brüdern wächst die dramatische Spannung: Nach dem klassischen Dramenverständnis Freytags entsteht eine Art von Katastase.
Im zweiten Akt führen die Szenen 5 und 6 zum Wendepunkt des Stückes in der 7. Szene, in dem sich der Rollentausch der Brüder vollzieht.
Die Szene 5 kann strukturell als erster Höhepunkt (climax) oder beginnende Peripetie begriffen werden: Mit dem Auftreten des Produzenten Kimmer und der Annahme von Lees Drehbuch übernimmt dieser die Kontrolle und Austins bisheriger Erfolg wendet sich. Austin zeigt sich schockiert über seine Niederlage, die das Kippen seines eigenen Projektes für ihn bedeutet. Das entscheidende Gespräch, in dem Lee den Produzenten für sich gewinnt, findet zwischen den Akten off-stage statt, wird also nicht auf der Bühne dargestellt.
Die Szene 6 zeigt eine weitere klimaktisches oder vorläufig kulminierende Unterredung, in der Saul Kimmer und Lee Austin drängen, das Drehbuch für Lees Geschichte zu schreiben, dieser sich jedoch zunächst weigert. Lee besitzt nicht länger allein die Kontrolle über die Handlungssituation und das Geschehen, sondern teilt sich diese nunmehr wiederum mit Austin.
Den eigentlichen Wendepunkt liefert die 7. Szene mit dem Rollentausch der Brüder: Austin muss mit seiner Enttäuschung fertig werden, übernimmt Lees Rolle und definiert sein neues Ziel, den Ausbruch aus seiner Anpassung an die Gesellschaft. Lee dagegen versucht sich vergeblich als Schriftsteller. Mit der wachsenden Konfrontation der Brüder steigt die dramatische Handlungsspannung wieder an. Nach einem kurzen retardierenden Moment in dem gemeinsamen Gespräch über die miserable Lage ihres Vaters zeigt die achte Szene eine weiterhin steigende Handlung mit einem klimaktischen Moment am Ende der Szene, als Lee die Bedingungen darlegt, unter denen er bereit ist, Austin mit in die Wüste zu nehmen.
Die kurze Phase der Zusammenarbeit, die wiederum als retardierendes Moment (moment of final suspense) begriffen werden kann, endet mit der unerwarteten Rückkehr Moms in der 9. Szene und leitet die Katastrophe am Ende der Szene ein. Austin beginnt zunächst das Drehbuch für Lees Geschichte zu schreiben; als die über das Chaos und die Verwüstung entsetzte Mutter in das Haus zurückkehrt, führt die nunmehr einsetzende fallenden Handlung zur schließlichen Katastrophe, ohne dass es jedoch wie im klassischen Regeldrama zu einer Auflösung des Konflikts bzw. einem Dénouement kommt. Der Ausgang des Stückes bleibt offen.

## Deutungsansatz

### Dualität der menschlichen Existenz und Kontrastierung von „Altem und Neuem Westen“
Shepard selbst äußerte sich zu seinem Werk folgendermaßen: I wanted to write a play about double nature, [...] I wanted to give a taste of what it feels like to be two-sided (deutsch etwa: „Ich wollte ein Stück über das doppelte (menschliche) Wesen schreiben, [...] ich wollte einen Geschmack davon vermitteln, wie es sich anfühlt, gespalten zu sein“).
Diese grundlegende Dualität oder Widersprüchlichkeit des menschlichen Wesens wird in dem Stück exemplarisch dargestellt und nachhaltig konkretisiert in der Auseinandersetzung mit den unterschiedlichen Inhalten und Motiven des American Dream.
Mit den Leitmotiven "From rags to riches" und der Freiheit des Wilden Westens zeigt es die Entwicklung zweier Brüder, die als typische Vertreter der jeweiligen Aspekte des amerikanischen Traums, nämlich grenzenloser Freiheit und Ungebundenheit einerseits und sozialer Aufstieg und beruflicher Erfolg andererseits, auftreten, sich jedoch das Leben des jeweils anderen erträumen und einander darum beneiden.
Weitere wichtige Aspekte hängen mit dem Schauplatz und der Umgebung zusammen. Die Umgebung wird eingehend beschrieben; die umfangreichen, detaillierten Bühnenanweisungen zeigen einen realistischen Schauplatz in einer charakteristischen Mittelschicht-Küche bzw. Wohnung in einer südkalifornischen Vorstadt als Ort der Bühnenhandlung. An späterer Stelle erfährt der Rezipient, dass die Mutter ihre Mittelschicht-Wohnung äußert sauber hält und besonderen Wert darauf legt, dass ihre Pflanzen genügend Wasser erhalten (S. 11/15). Das grüne synthetische Grass auf dem Boden der Alkove oder Mauernische („green synthetic grass“, S. 8 und 20) suggeriert demgegenüber zugleich die Künstlichkeit der dominanten kalifornischen Kultur und Zivilisation.
Darüber hinaus findet sich symbolhaft im Sub- oder Nebentext der Bühnenanweisungen bereits in den Anfangsszenen des Stückes ein mehrfacher Verweis auf das im Hintergrund zu hörende Zirpen der Grillen und das Heulen der Kojoten, der im gesamten Verlauf des Dramas an zahlreichen Stellen wieder aufgenommen und durch die Wiederholungen verstärkt wird. Als symbolische Andeutung auf die Wüste außerhalb des geschlossenen Raumes des eigentlichen Bühnengeschehens zeigt dies damit nicht nur den konstanten Ruf der wilden Natur im Hintergrund der eigentlichen Bühnenhandlung, sondern schafft zudem ein andauerndes Gefühl der Bedrohung nicht allein von innen, sondern auch von außen.
Während die kalifornische Wüste als Verkörperung des Alten Westens („Old West“) mit Vorstellungen wie etwa Freiheit, Abenteuer, Naturverbundenheit, Authentizität, Männlichkeit, Vitalität, jedoch auch Einsamkeit, Gefahren, Eintönigkeit und Entbehrungen verknüpft wird, ist das Leben in der modernen Großstadt Los Angeles („New West“) demgegenüber mit Momenten wie (materieller) Erfolg, Modernität, Ruhm, Annehmlichkeiten, Lebensqualität oder Unterhaltung verbunden, steht aber ebenso in negativer Hinsicht für Hektik, Stress, Umweltverschmutzung, Zerstörung, Gefangensein und Ähnliches mehr. In True West stellt Shepard auf diese Weise das Thema der Dualität der menschlichen Natur am Schnittpunkt von Altem und Neuem Westen in Gestalt der beiden Brüdern dar, die sich im Grunde gegenseitig um ihre konträre Lebensweise beneiden. Das Ende des Dramas mündet schließlich, wie oben bereits dargelegt, in deren Rollentausch.
Mit dem Konflikt zwischen Austin und Lee greift Shepard zugleich auf einer grundlegenden Ebene das klassische Motiv des Bruderzwistes auf, das in zahllosen literarischen Werken behandelt wird. In Anspielung auf den ersten tödlichen Bruderstreit, der im Alten Testament dargestellt wird, wird in der Deutung oder Kritik des Dramas das Werk mitunter auch als eine moderne Fassung oder Allegorie der biblischen Geschichte von Kain und Abel gesehen.
Mit Lee und Austin stehen sich zunächst zwei grundsätzlich unterschiedliche Charaktere gegenüber: Lee steht als erfolgloser, rastloser Einzelgänger außerhalb der Gesellschaft, während Austin sich erfolgreich angepasst hat und in die Gesellschaft integriert ist. Lee repräsentiert als der Eindringling das Wilde und Ungezähmte, während Austin den Beschützer oder Bewahrer des Hauses und den Vertreter der sozialen Ordnung verkörpert. Im Laufe des Stückes verschwinden diese zu Beginn sehr ausgeprägten Unterschiede und die entgegengesetzten Positionen werden getauscht. Der anfangs äußerst selbstsichere Lee, der sich an keinerlei Konventionen hält und alles an sich reißt, versucht sich nunmehr als Schriftsteller zu integrieren, während der sozial angepasste Austin sich zum Aussteiger wandelt. Nach anfänglich noch zögerndem Abtasten steigert sich der Zusammenprall zum handgreiflichen Konflikt. Austin glaubt zunächst, er könne Lees Diebstähle nicht bei der Polizei anzeigen, da Lee ja sein Bruder sei. Lee hingegen stellt diese Zurückhaltung aufgrund familiärer Beziehung grundsätzlich in Frage und weist Austin darauf hin, dass die meisten Gewalttaten innerhalb der Familie geschähen.
Austin erklärt die Tötung eines Menschen durch einen anderen zunächst als Wahnsinn und weist eine derartige Verhaltensweise für sich selber entrüstet zurück: „We‘re not insane“. Am Ende des Dramas wird er jedoch selber beinahe zum Brudermörder. Shepard stellt damit ebenso auf einer zeitlosen, allgemeingültigen Ebene die grundsätzliche Doppelnatur des Menschen dar, der sowohl in der Lage ist, Großes zu schaffen, aber ebenso zur Zerstörung fähig ist.
Diese grundsätzliche Doppelnatur des Menschen wird in verschiedenen Aufführungen von True West zusätzlich betont, indem die Schauspieler ihre Rollen wechseln, d. h. der Darsteller, der an einem Abend die Rolle des Lee spielt, spielt am nächsten Abend die Rolle des Austin und umgekehrt.
Das Motiv des prinzipiellen Dualismus oder der Gegensätzlichkeit des Wirkens zweier unterschiedlicher Kräfte wird insbesondere anhand der anderen, oben teilweise bereits angesprochenen Motive des Gegensatzes zwischen wilder Natur und geordneter Gesellschaft, zwischen Kunst und Kommerz, zwischen Individuum und Gesellschaft bzw. Familie, zwischen Mythos (der alte Westen) und Realität (der neue Westen) sowie zwischen Ausstieg und sozialer Anpassung konkretisiert. Diese gegensätzlichen Lebensentwürfe werden durch Lee und Austin repräsentiert, die im Verlauf des Stückes denjenigen ihres Bruders übernehmen, ohne jedoch dadurch ihr Glück zu finden. So erweisen sich weder Austins Vorstellung vom erfolgreichen Leben in der Gesellschaft noch Lees Traum vom Ausstieg im freien wilden Westen als praktikabel. Beide werden in True West als Illusionen entlarvt.

### Ausgangssituation zu Beginn
Den einführenden Bühnenanweisungen entsprechend wird das Publikum zu Beginn des Stückes mit einem atmosphärischen Tableau konfrontiert, in dem bereits der Kontrast des äußeren Erscheinungsbildes der Brüder deren Gegensätzlichkeit hervorhebt. Austin verfügt über die charakteristischen Mittel oder Geräte eines Journalisten oder Schriftstellers („writing notebook, pen ..., cigarette burning in an ashtray, cup of coffee, typewriter ... stacks of papers“, S. 11/2-4). Offensichtlich verkörpert er den Konformisten, der erfolgreich ist, während Lee anscheinend den typischen Rebellen oder Herumtreiber darstellt („beer in hand, sixpack on counter ..., mildly drunk“, S. 11/5-7). Weitere Details unterstreichen diese Atmosphäre im Bühnenbild und in der Szenerie, wie beispielsweise die nächtliche Arbeit Austins in einer durch das Zirpen der Grillen angedeuteten warmen Nacht oder das Flackern der Kerze, das Schatten auf die Zimmerwände wirft.
Während Austin Ruhe und Frieden in der Wohnung seiner Mutter sucht, um sein Manuskript fertigzustellen, wird er mit den belästigenden Fragen seines Bruders konfrontiert und in seiner Ruhe gestört. Zusehends wird ihm bewusst, dass sein Bruder nicht nur mit seinen unhöflichen und unverschämten, rüden Fragen seine eigene Ruhe und Arbeit stört, sondern ihn durch sein zunehmend konfrontatives und aggressives Verhalten bereits durch seine bloße Anwesenheit bedroht.
Austin reagiert zunächst mit kaum verhohlener Furcht, entnimmt den Bemerkungen seines Bruders, der offenbar nur Verachtung für seine Arbeit zu empfinden scheint, jedoch schon bald die Anzeichen eines Gefühls von Neid, obwohl dieser darum bemüht ist, seine eigenen Bedürfnisse und Neidgefühle zu verbergen, um sich als gleichwertiger Partner in der Situation zu positionieren.
Offensichtlich aus Furcht vor der wachsenden Aggressivität seines Bruders versucht Austin diesen zu besänftigen, in dem er das Thema wechselt und das Gespräch auf den Vater lenkt, zu dem Lee eine engere Beziehung zu haben scheint. Statt seinen Bruder zu beruhigen, stachelt Austin mit seiner Frage nach dem Vater jedoch den Ärger seines Bruders nur weiter an.
Schockiert über die wachsende Feindseligkeit Lees wird ihm deutlich, dass er seinen Bruder dazu bewegen muss, die Wohnung so bald wie möglich wieder zu verlassen, um nicht weiter dessen aggressivem Verhalten und seinen störenden Fragen ausgesetzt zu sein. Auf eine vorsichtige Frage Austins hin gibt Lee jedoch keinen bestimmten Zeitpunkt für seine Abreise an; Austin bleibt nur der Rückzug mit seiner Feststellung, dass sie sich ja in der Wohnung ihrer Mutter befänden, was jedoch wiederum den Neid und die Eifersucht Lees weckt.
Als Austin schließlich den Grund für die unerwartete Ankunft seines Bruders erfährt, der als eine Art von western bandit die arglose wohlhabende Nachbarschaft als Ziel für seine geplanten Einbrüche ausgesucht hat, versucht er ein weiteres Mal, seinen Bruder loszuwerden, indem er diesem Geld anbietet. Damit provoziert er jedoch nur eine wütende, gewaltsame Reaktion seines Bruders, dessen bislang psychologische Form der „Kriegsführung“ gegen Austin nunmehr eskaliert und in physische Gewaltanwendung umschlägt.
Lee verdeutlicht seinem Bruder, dass er kein bloßes Abbild des Vaters sei, der während seines Aufenthaltes im „Wilden Westen“ der kalifornischen Wüste anscheinend die finanzielle Unterstützung seines erfolgreichen Sohnes angenommen hat. Aus dieser Reaktion und Bemerkung Lees lässt sich entnehmen, dass Lee den Vater allem Anschein nach als Schwächling begreift, der sich selbst durch seinen übermäßigen Alkoholkonsum zerstört hat. Als Austin mit seiner Frage, ob Lee schlafen gehen möchte, eine zumindest zeitweilige Deeskalation der angespannten Situation anstrebt, starrt sein Bruder ihn allerdings nur an, ohne eine Antwort zu geben. Die dramatische Spannung in der Anfangsszene erreicht damit ihren ersten Höhepunkt.
Die Spannungen und die Rivalität in der Beziehung der beiden Brüder finden ihren Ausdruck vor allem in der Form der Ausgestaltung des Dialogs, die sich an die Dialogführung in den Stücken Pinters anlehnt und durch die fehlende Reziprozität oder Wechselseitigkeit der Äußerungen ebenso wie in den Werken Pinters ein durchgehendes Gefühl der unterschwelligen Bedrohung erzeugt. Die Verständigung zwischen den Brüdern muss schon in der Ausgangssituation des Stückes zwangsläufig scheitern, da Lee durch ein verstärkt monologisches Sprachverhalten einseitig die Kommunikation dominiert.
Zugleich verdeutlicht die besondere Form der Dialogführung die unterschiedlichen Möglichkeiten der Bedeutungsvermittlung, wie etwa durch die Verwendung verschiedenster Sprachregister oder Veränderungen in der Lautstärke und Intonation bzw. durch Pausen und Schweigen oder Mimik und Gesichtsausdruck und die Verwendung einer nonverbalen Kommunikation durch Körpersprache.
Ebenso werden durch die spezifische dialogische Ausgestaltung die zwischenmenschlichen Spannungen der Brüder sowie ihre Unfähigkeit zu gegenseitiger Verständigung und Kommunikation verdeutlicht. Während Less Sprachverhalten durch einfache Umgangssprache, informelle Aussprache, grammatikalische Fehler und die Verwendung vulgärer Ausdrücke gekennzeichnet ist, die seine fehlende Bildung widerspiegeln und den Eindruck eines ungehobelten oder unflätigen Menschen erzeugen, ist das Sprachverhalten seines Bruders nicht nur durch eine gepflegtere Ausdrucksweise, sondern ebenso durch häufige Pausen wie auch emotionale Ausbrüche geprägt, die den Konflikt akzentuieren. Der sprachliche Austausch zwischen den beiden ist zumeist ohne tatsächlich bedeutungsvolle Substanz; beide zeigen überwiegend wenig oder kein Interesse an gegenseitiger Verständigung und sind kaum bemüht, adäquate Antworten auf die Beiträge des jeweils anderen zu finden. Ein Gesprächsthema wird eingeführt, aber sofort wieder fallen gelassen; der Dialog ist in der Regel oberflächlich, wenngleich mitunter amüsant, und wird ebenfalls an verschiedenen Stellen statt sprachlicher Ausführungen durch gutturale Laute wie „huh“ bestimmt. Zu Beginn versucht Austin zunächst seinen Bruder zu ignorieren, indem er ihm zu zeigen versucht, dass er mit seiner Arbeit beschäftigt ist. Lee reagiert mit feindseligem Sarkasmus; Austins Verwirrung oder Ablenkung von seiner Arbeit äußert sich daraufhin in gewissen Details seines gestischen Verhaltens, wie etwa dem Reiben seiner Augen oder dem durch die Haare-Fahren mit der Hand.

### Auflösung der Familie und Zusammenbruch der häuslichen Beziehungen
Nach dem ersten Spannungshöhepunkt am Ende der Anfangsszene beginnt die zweite Szene am nächsten Morgen mit einer unerwartet entspannten und angenehmen Atmosphäre. Die vorangegangenen Spannungen und Konflikte scheinen vorerst zu ruhen; der Konversationston ist plauderhaft und in Lees Beiträgen durchaus humorvoll. Allerdings erweckt die Situation den Anschein einer Ruhe vor dem Sturm; trotz der entspannten Atmosphäre liegt in der zweiten Szene ebenso fortwährend ein Gefühl der Bedrohung durch physische Gewalttätigkeit in der Luft.
In Anknüpfung an Lees letzte Äußerungen zu seinem Schlafverhalten am Ende der ersten Szene begreift Lee Austins nachfolgende Äußerung, er schlafe wohl nicht („Well, you don’t sleep anyway, do you?“, S. 20/10) als unverhüllte Anspielung auf seine nächtlichen diebischen Aktivitäten und als abwertende Bemerkung über seinen Lebensstil. Er starrt Austin an und reagiert mit einem vorwurfsvollen Gegenangriff auf die gesellschaftlich herausragende, prominente Lebensweise seines Bruders, um seine eigene in Bedrohung geratene Überlegenheit wiederherzustellen. Er spielt damit auf die fehlende soziale und moralische bzw. gesellschaftliche Ungebundenheit seines Bruders und dessen Abhängigkeit von sozialen Konventionen an, ohne dass dieser der Kritik Lees widerspricht.
Genauere Informationen über die Familiengeschichte oder den familiären Hintergrund der beiden Brüder finden sich nicht; aus Lees Äußerung, dass er die Häuser, in die er einbricht, mit einem Paradies vergleicht, in dem er selbst auch gerne aufgewachsen wäre, lassen allerdings den Schluss zu, dass die beiden Brüder in einem weniger privilegierten Haushalt aufgewachsen sind (S. 22/19 ff.) Ebenso bleibt die Beziehung der Eltern zueinander unklar. Der Vater lebt mittlerweile irgendwo in der Wüste; um seinen heruntergekommenen Vater nicht völlig im Stich zu lassen, hat Lee selber drei Monate in der Mojave-Wüste verbracht. Obwohl er Austin gegenüber mit deutlichen Worten betont, keine bloße Imitation ihres Vaters zu sein, ist er offensichtlich nach dem Vater geraten, während Austin sich ihres Vaters schämt und alles unternommen hat, dem Einfluss des Vaters zu entgehen und dessen nomadischen Lebensweg zu meiden. Er hat eine der elitären Ivy League Universitäten besucht und sich als erfolgreicher Hollywood-Autor etabliert. Dies verdeutlicht seine Bestrebungen, in seinem eigenen Leben das Familienerbe zu verdrängen; dementsprechend befürchtet er auch das Ende seiner Karriere, falls sein Bruder das Haus der Mutter nicht vor der Ankunft des Hollywood-Produzenten Saul Kimmers verlässt. Austin möchte diesem gegenüber seine familiäre Herkunft und Verwandtschaft mit einer Person wie Lee und damit auch seinem Vater verbergen. Lee empfindet dies als eine eindeutige Abwertung und eklatante Bekundung seiner eigenen Minderwertigkeit. Zwar akzeptiert er Austins eher widerwillig unterbreitetes Angebot, sein Auto für eine Ausfahrt zu nutzen, kehrt jedoch wesentlich früher als vereinbart zurück – höchstwahrscheinlich um den Produzenten noch zu treffen und seinen Bruder in Verlegenheit zu bringen. Austin muss seinerseits erkennen, dass er seine Familie nicht verleugnen kann, und gesteht Kimmer, dass Lee sein Bruder ist. Die über ihr gemeinsames Interesse am Golf sich anbahnende Beziehung zwischen Kimmer und Lee missfällt ihm; während der entspannten und teilweise scherzhaften Unterhaltung zwischen Kimmer und Lee bleibt er ernst und wortkarg. Mit Kimmers Versprechen, sich mit Lees Geschichte eingehender zu beschäftigen, beginnt der eigentliche Kampf zwischen den beiden Brüdern, da Lee nunmehr beginnt, die Kontrolle über das Leben und den bisherigen Erfolg seines Bruders zu erlangen und dessen Karriere fortan zu gefährden droht. Er ist nicht einmal bereit, die Autoschlüssel zurückzugeben, sondern starrt am Ende der zweiten Szene seinen Bruder nur lächelnd an, gleichsam als eine Art von Herausforderung.
Im weiteren Verlauf des Stückes wachsen die Spannungen und Streitigkeiten zwischen den beiden Brüdern, insbesondere nach dem Rollentausch in der 7. Szene, bis zur schließlich vollständigen aggressiven Konfrontation mit offenem Ausgang am Schluss des Dramas. In True West, das zu den family plays gezählt wird, greift Shepard damit in pointierter Form die Problematik des Verfalls der Familie auf, wobei er zugleich eigene Erfahrungen literarisch verarbeitet. Seinen eigenen Aussagen zufolge kann man zwar die traditionelle Familienstruktur zerbrechen, nicht jedoch seinen familiären Beziehungen entkommen. Dies tritt auch deutlich zutage mit dem ungeplanten Erscheinen Moms gegen Ende des Stückes. Die kann das entstandene Chaos und die Unordnung keineswegs beseitigen und verkennt den Ernst der Lage, bewirkt indes einen Rückfall der Brüder in das Verhaltensmuster unartiger Kinder, die betreten versichern, den Schaden wieder gutzumachen, ohne dass dieses Versprechen wiederum in irgendeiner Form eingehalten wird.
In True West zeigt Shepard somit eine zerbrochene, dysfunktionale Familie, die isoliert und weitverstreut voneinander lebt und in der es letztlich keine innerfamiliären Bindungen mehr gibt. Für Austin und Lee erweist sich vor allem der Vater oder old man als Problem: Er verließ die Familie vor langer Zeit, lebt nunmehr räumlich entfernt in der Wüste und liefert seinen Söhnen in seiner heruntergekommenen Existenz in keiner Weise mehr ein positives Vorbild, beeinflusst aber stets aufs Neue ihr Denken und Handeln. Als abwesender Vater (absent father) ist er nur noch in der Vorstellung und Erinnerung der Brüder präsent, erzeugt jedoch in ihnen dadurch die Sehnsucht nach der imaginierten paradiesischen Welt ihrer Jugend, die auf engste mit ihrem Vater verbunden ist. Lee äußert zwar seine Abneigung und Vorbehalte gegen die zivilisierte künstliche Welt, erlebt jedoch die Vorstadt als eine Art Idyll, das Wärme ausstrahlt. Die Geborgenheit der Jugend ist jedoch verloren; es gelingt ihm nicht einmal mehr, eine Verbindung zu seinem Vater aufzunehmen. Auch Austins Versuch, sich mit dem Vater auszusöhnen, führt nur zu Frustration und Enttäuschung. Dessen ungeachtet bleibt der Vater trotz der negativen Erfahrungen und des von ihm nun gebotenen negativen Bildes immer noch von großer Bedeutung: Es gelingt den beiden Brüdern nicht, mit der problematischen Beziehung zurechtzukommen, was sich in ihrer jeweiligen Desorientierung oder Konfusion niederschlägt. Insofern zeigt Shepard in True West zugleich die Schwierigkeiten, die Austin und Lee haben, sich mit der Familie als einer Grunderfahrung des Menschen auseinanderzusetzen.

### Aggression und Gewaltsamkeit
Den bisherigen Ausführungen entsprechend geht Shepard in True West ebenfalls dem Phänomen der menschlichen Aggressivität und Gewaltbereitschaft nach, wobei er dabei durchaus seine eigene biografischen Erfahrungen literarisch gestaltet.
Bereits zu Beginn des Dramas wird die Aggression in der Person Lees augenscheinlich herausgestellt. Sowohl in seiner Körperhaltung wie auch in seiner Sprache ist eine bedrohliche Bereitschaft zur Gewaltanwendung erkennbar. Die im Inneren vorhandene, zunächst jedoch noch zurückgedrängte Gewaltbereitschaft tritt im Verlauf des Dramas immer deutlicher zutage, bis sie schließlich offen ausbricht. Dabei zeigt Shepard in True West zugleich den Ablauf der Eskalation: Aus verbaler Aggression wird letztlich physische Gewalt.
Wie oben bereits dargestellt, stört Lee anfangs die Konzentration Austins bei seiner Arbeit und belästigt oder verunsichert ihn, indem er spöttisch seine Arbeit und seinen Lebensstil in Frage stellt. Nach ersten Sticheleien folgen verbale Drohungen. Das Angebot Austins, ihn finanziell zu unterstützen, lehnt Lee wütend ab. Die nächste Stufe der Eskalation wird mit den handgreiflichen Drohungen durch das Ausholen eines Golfschlägers gegen Austin erreicht, wie sie in den Regieanweisungen an der Stelle dargelegt werden, als Austin den Verdacht äußert, Lee habe den Produzenten Kimmer zu der Annahme seiner Filmidee gezwungen. Lee führt den angedeuteten Schlag gegen Austin jedoch nicht aus.
Wird Lee bereits zu Beginn als gewaltbereite Person eingeführt, so erscheint Austin demgegenüber anfänglich als freundlicher, zurückhaltender Charakter. Seine nachfolgende Verwandlung fällt daher umso drastischer aus. Zunächst ignoriert er Lees Spott und Ironie und lässt sich auf keine Konfrontation ein. Die verhängnisvolle Entwicklung, die ihn am Ende beinahe zum Brudermörder werden lässt, setzt erst ein, als er erfahren muss, dass sein eigenes Filmprojekt gescheitert ist.
In seiner Enttäuschung und Frustration über seine Niederlage nimmt er eine Form des Verhaltens und eine Sprechweise an, die denjenigen Lees in den Anfangsszenen gleichen. Außerdem übernimmt er nicht nur Lees aggressives Verhalten, sondern steigert dieses drastisch, als er das Telefonkabel an sich reißt und droht, Lee zu erdrosseln.
Am Ende des Dramas stehen sich die beiden Brüder drohend gegenüber; der weitere Verlauf bleibt jedoch ungeklärt und der Vorstellung des Zuschauers überlassen. Die Steigerung der Rivalität zwischen den Brüdern, die zunehmende Aggressivität und die fatale Veränderung der Charaktere spiegeln sich ebenso offenkundig in der Zerstörung von Moms Wohnung. Die beiden Geschwister lassen die Pflanzen verdorren und verwandeln die Küche in eine chaotische Müllhalde, die die Mutter bei ihrer Heimkehr nicht mehr wiedererkennt: „I don‘t recognize it at all.“
Vor allem durch die Verwandlung von Austin versucht Shepard zu zeigen, dass grundsätzlich jeder zu Gewalttaten fähig ist. Aus seiner eigenen Erfahrung ist Shepard zudem bewusst, welche Bedeutung der übermäßige Konsum von Alkohol für den Ausbruch von Gewalt haben kann. Wie sein eigener Vater sind Lee, Austin und auch deren Vater in True West dem Alkohol verfallen. In dieser Hinsicht verdeutlicht Shepards Drama auch wesentliche Zusammenhänge zwischen dem Alkoholmissbrauch und der Senkung jener Hemmschwelle, die Menschen in der Regel davon abhält, anderen Gewalt anzutun.

### Der Mythos des Westens
Am Beispiel des Vaters (old man) zeigt Shepard in True West zudem, dass der Traum vom Ausstieg und der Freiheit in der Wildnis eine Illusion und ein verhängnisvoller Irrweg ist.
Der „old man“ versucht, sich der Anpassung zu entziehen, indem er die Familie verlässt und Freiheit und Ungebundenheit in der Weite des Westens sucht. Damit bricht er mit dem in der amerikanischen Gesellschaft weit verbreiteten Ideal des Strebens nach materiellem Wohlstand und Erfolg. Doch er scheitert in seinem Bemühen: Er sinkt auf die unterste gesellschaftliche Stufe, irrt als Bettler ziellos umher und sucht Trost und Vergessen im Alkoholkonsum.
Die Suche nach dem alten wahren Westen (True West), dem Westen der Pionierzeit, bleibt für den „old man“ ebenso erfolglos wie die Suche nach seinem Gebiss. Insofern erhält die komisch-tragische Episode vom Verlust des Gebisses gleichsam eine symbolhafte Bedeutung. Der freie Raum (open space) der Pionierzeit, in der der Einzelne sich noch frei entfalten und erfolgreich bewähren konnte, existiert nicht mehr.
Lee, der in seiner Lebensweise dem Vater am nächsten steht, ist gezwungen, in die Zivilisation zurückzukehren und Diebstähle zu begehen, um sein Überleben zu sichern. Dennoch zieht es ihn immer wieder in die Wüste hinaus, da es ihm nicht gelingt, sich in der Gesellschaft zu behaupten, und er dem Traum vom freien Leben in der Wildnis nachhängt. Er glaubt, nur dort sei ein Leben im Einklang mit der Natur möglich, wie es die Vorfahren praktizierten.
Als er wahrnimmt, wie Austin bei Kerzenlicht sein Drehbuch schreibt, weckt der Schein des Kerzenlichtes in ihm erneut die Sehnsucht nach der alten, heilen Welt des Grenzlandes (Frontier).
Lee zeigt sich gespalten zwischen seiner Sehnsucht nach der alten, vergangenen Welt und dem Erfordernis, in der modernen Zivilisation zu überleben. Auf diese Weise bewegt er sich hin- und hergerissen zwischen zwei Welten, findet jedoch nirgends seine Heimat oder seinen Platz und seine Bestimmung.
Bezeichnenderweise berichtet Lee dem Filmproduzenten Saul Kimmer mit Begeisterung von dem Western Lonely are the Brave. Diese auf dem Roman The brave cowboy des amerikanischen Schriftstellers Edward Abbey basierende Verfilmung stellt eine Parabel vom Zusammenprall des alten Westens mit der modernen Welt dar. Der Protagonist des Westerns, der Cowboy Jack Burns, ist ebenso wenig bereit, sich an die Zwängen der modernen Zivilisation anzupassen und Kompromisse einzugehen, um sich in die gegenwärtige Gesellschaft einzuordnen. Wie Lee möchte er weiterhin als lonesome rider sein Leben autonom nach den alten Prinzipien und Idealen gestalten, findet jedoch keinen Raum mehr in einer Welt, die sich mittlerweile vollständig verändert hat. Als ein Don Quijote des 20. Jahrhunderts wird er von der Moderne überrollt.
Anders als Lee ist Austin bewusst, dass der alte Westen nicht mehr besteht. Er hält die Westerngeschichte Lees für absolut unrealistisch sowie dümmlich und weigert sich, sie für Lee zu Papier zu bringen: „There‘s no such thing as the West anymore. It‘s a dead issue! It‘s dried up [...].“
Als sein eigenes Skript von Kimmer abgelehnt wird, reagiert er dessen ungeachtet ähnlich wie sein Bruder Lee. Ihm wird klar, dass sich sein Traum vom materiellen Erfolg in der modernen amerikanischen Gesellschaft nicht erfüllen wird. Er gerät in eine Sinnkrise: „There‘s nothing real down here, Lee. Least of all me!“
Mit der Vorstellung, er könne außerhalb der Gesellschaft in der Wüste einen Neuanfang finden, flüchtet er sich jedoch in eine neue Illusion. Seine Bitte an Lee, ihn mit in die Wüste zu nehmen, zeigt allerdings deutlich, dass der Mythos vom amerikanischen Traum seine Faszination noch lange nicht verloren hat und die Menschen nach wie vor verführt. Wie Georg Seeßlen schreibt, ist der Mythos „eine Methode, Widersprüche, die sich in der Praxis nicht lösen lassen, auf geträumte, vorgestellte, angestrebte Weise zu harmonisieren.“

### Der amerikanische Traum
In True West wird darüber hinaus ein weiterer Gegensatz thematisiert: der Widerspruch zwischen Mythos und Realität oder Vorstellung und Wirklichkeit im Bezug auf den sogenannten amerikanischen Traum (American Dream). Obwohl dieser Mythos tief in der amerikanischen Gesellschaft und Kultur verwurzelt ist, besteht er aus zahlreichen Facetten, die bislang an keiner Stelle präzise bestimmt worden sind. Shepard selber bringt dies in leicht überspitzter Form folgendermaßen zum Ausdruck: „I don‘t know what the American Dream is. I do know that it doesn‘t work.“
Assoziiert wird mit dem Begriff des American Dream vor allem eine glorifizierte Vorstellung von Freiheit oder Ungebundenheit sowohl im wirtschaftlichen wie auch im sozialen und politischen Bereich. Mit dem Schlagwort „from rags to riches“ oder „vom Tellerwäsche zum Millionär“ wird der Traum vom unbegrenzten sozialen Aufstieg auf einen Nenner gebracht: Einem jeden stehe der Weg nach oben offen, wenn er nur genügend Initiative und Schaffenskraft zeige. In politischer Hinsicht stellt der American Dream den Traum von Demokratie, Freiheit und Chancengleichheit für alle Menschen, unabhängig von ihrer Herkunft, Hautfarbe oder Religionszugehörigkeit dar („freedom and opportunity for all“).
Im 18. und 19. Jahrhundert, zur Zeit der Besiedlung und Eroberung des „Wilden“ Westens, stellte Amerika ein offenes Land dar, das auf die Tatkraft und Eigeninitiative neuer Siedler oder Pioniere wartete und diesen die Chance auf Selbstverwirklichung und persönlichen Erfolg zur Zeit der freien Landnahme bot. Daraus entstand der Mythos, dass Einsatz, Talent, harte Arbeit und Anstrengung reichhaltig belohnt würden. Mit der weiteren Propagierung eben dieses Mythos wurden Millionen Einwanderer in das Land gelockt; in der Realität – insbesondere unter den Bedingungen der kapitalistischen Wettbewerbsgesellschaft – konnte dieses Erfolgsversprechen nach dem Ende der freien Landnahme jedoch für einen Großteil der Menschen nicht mehr eingelöst werden.
Damit wird – verstärkt durch die immer noch bestehende verführende Werbung in der Gegenwart – etwas versprochen, das prinzipiell nicht mehr einhaltbar ist. Das Tragische an diesem Mythos besteht darin, dass dem Einzelnen immer noch suggeriert wird, der Traum sei erfüllbar. Das persönliche Scheitern wird damit jedoch ebenso zwangsläufig wie fälschlicherweise auf eigenes Versagen zurückgeführt. Ebenso dies zeigt auch Shepard in seinem Drama.

### Zentrale Symbole und Verweiszeichen
Eine weitergehende symbolische Bedeutung erhalten in True West als parabelhafte Verweiszeichen insbesondere die Wüste, die Kojoten und Grillen, die Zimmerpflanzen und Haushaltsgeräte im Haus sowie die Autoschlüssel.
Die Wüste
Das Stück spielt in einem Vorort außerhalb von Los Angeles und enthält zahlreiche Verweise auf die kalifornische Wüste, die für die Protagonisten eine magische Anziehungskraft zu haben scheint.
Die Wüste verkörpert den Freiraum, in den der Vater sich absetzte und nach dem sich seine Söhne sehnen. Dabei bildet die raue Wüste den positiven Gegenpol zur korrupten Zivilisation, der durch die modernen Siedlungen im Großraum Los Angeles repräsentiert wird. Die Natur ist hier zerstört; außerdem prägt Hollywood mit seiner auf Kommerz und Profit ausgerichteten Filmindustrie und Geschäftswelt diesen heutigen Lebensbereich. Lee war nie in der Lage, sich in dieser neuen Wirklichkeit zu behaupten; auch Austin scheitert hier letztlich. Daher erscheint die Wüste als der Raum, in dem die Pioniere sich bewähren konnten, sowohl Lee als auch Austin als ein Zufluchtsort, obwohl ihnen eigentlich bewusst ist, dass die Wüste in ihrer ursprünglichen Form als freier Westen keinen Bestand mehr hat. Die Wüste und das Verschwinden ihrer Ursprünglichkeit symbolisieren daher den Untergang des amerikanischen Traums und des Mythos von der Frontier als dem Grenzland, in dem den Pionieren in der Vergangenheit alle Möglichkeiten offen standen. Verschiedene Kritiker weisen außerdem darauf hin, dass Shepard, der für die Ideale des alten Westens und die Ideologie der Frontier schwärmte, in True West seine eigene Sehnsucht nach einer verloren gegangenen Welt literarisch bearbeite.
Zirpen der Grillen und Heulen der Kojoten
In der Wüste ist während des gesamten Stückes den Regieanweisungen zufolge das Zirpen der Grillen und das Heulen der Kojoten zu vernehmen. In den vorangestellten Bühnenanweisungen verweist Shepard ausdrücklich auf die Bedeutung dieser Geräuschkulisse hin, die realistisch zu behandeln sei. Mehrfach wird zudem in den Regieanweisungen zu den einzelnen Szenen auf Grillen und Kojoten Bezug genommen.
Für die handelnden Personen in dem Stück spielen sie durchaus eine relevante Rolle. So fühlt sich Lee, der angeblich Erfahrungen mit dem Leben in der Wüste gesammelt hat, sich von ihnen belästigt. Austin weiß ebenso um die wilden Kräfte der Natur, die für die menschliche Zivilisation bedrohlich werden können. Die Geräusche der Grillen und Kojoten verweisen in diesem Zusammenhang auf den Ruf der Wildnis und die Verlockung, den Anforderungen der modernen Gesellschaft und Zivilisation durch einen Wechsel in diesen Bereich von vermeintlicher Ungebundenheit und Freiheit zu entgehen.
Gegenstände und Pflanzen im Haus
Die Gegenstände im Haus der Mutter' wie etwa der Toaster und der Fernseher, die Schreibmaschine, die Zimmerpflanzen als kultivierte Natur im Haus sowie das Plastikgeschirr stehen im Gegensatz zur Wildnis und zum Mythos des Westens. Austins Anhäufung einer Unmenge von Toastern im zweiten Teil des Stückes deutet auf die sinnentleerte Jagd des Menschen nach wachsendem materiellem Besitz ausschließlich um des Besitzes willen, d. h. auf eine Tätigkeit ohne jeglichen Nutzen.
Lee bezeichnet die vorgefundenen Gegenstände im Haus der Mutter als wertlosen Müll („lota‘ junk“), der einzig einen falschen („phony“) Wert habe. All diese Dinge gehen kaputt und verlieren ihre Funktion, da der Mensch sie nicht pflegt (die Zimmerpflanzen) oder mutwillig zerstört (die Toaster). Zusammen mit weiteren charakteristischen Gegenständen oder Kennzeichen der modernen Wegwerfgesellschaft bilden sie schließlich einen riesigen Müllberg, der das Leben der Menschen einengt und das Chaos der modernen Zivilisation und Konsumgesellschaft symbolisiert. In den Regieanweisungen zu Akt II, Szene 9, schildert Shepard in markanter Weise die ausweglose Situation, in die Lee und Austin sich im Laufe des Dramas hinein manövrieren: Die Trümmer und der Müll der vorangegangenen Szene erscheinen in einem intensiven Licht, dessen Wirkung einer WÜstenmüllhalde bei Vollmond gleichkommen sollte.
Auto und Autoschlüssel
Das gesamte Stück wird von dem kontinuierlichen Streit der Brüder um das Auto und die Autoschlüssel durchzogen. Austin ist der Besitzer des Autos, und Lee fordert von ihm die Schlüssel, um eine Spritztour in die Umgebung zu machen. Das Auto als Symbol der modernen Gesellschaft steht einerseits für Besitz und mehr oder weniger großen materiellen Wohlstand, ist zugleich jedoch auch ein Verkehrsmittel, das eine größere Bewegungsfreiheit verspricht. In dieser Hinsicht könnte mit Hilfe des Autos gleichsam auch eine Befreiung aus der räumlichen Beengtheit des Lebens in der modernen amerikanischen Zivilisation gelingen.
Aus dieser Perspektive heraus repräsentiert der fortwährende Kampf der Brüder um das Auto, das sozusagen das Pferd des Cowboys von heute darstellt, den wechselseitigen Kampf der beiden Geschwister um Mobilität und Freiheit. Dabei spielt das Auto jedoch symbolhaft eine fatale Rolle bei dem Aufeinanderprallen der modernen Zivilisation und Gesellschaft mit dem alten Westen. Der von Lee so geschätzte Western Lonely are the Brave, in dem die alte Mythenwelt des Westens auf die Gegenwartswelt stößt, endet mit dem Tod des Helden auf seinem Pferd, als er auf seinem Fluchtversuch aus der gegenwärtigen Gesellschaft von einem Lastwagen überrollt wird. Der Fortschritt zerstört auf diese Weise parabelhaft das Althergebrachte und erscheint in einem zweifelhaften Licht.

### Komik und Tragik
True West wird von vielen Kritikern und Literaturwissenschaftlern dem Subgenre der dark comedy zugerechnet, da es trotz des ernsten, tragischen Hintergrundes auch eine Vielzahl komischer und zum Teil grotesker Elemente enthält, die für eine Art von comic relief sorgen, d. h. dem Theaterpublikum wird von Shepard eine kurze Entspannung oder eine Art von Verschnaufpause verschafft, um es wieder aufnahmefähig zu machen für den weiteren Verlauf der tragischen Ereignisse.
Diese komische Wirkung wird in True West sowohl durch die sprachliche Komik wie auch durch Situationskomik erzielt.
Ein prägnantes Beispiel für Wortkomik liefert u. a. die Szene, in der Lee und Austin versuchen, einen Dialog in Lees Skript für sein Filmprojekt zu gestalten. Dabei missfällt Lee ein Satz, den eine der Figuren seines Westerns äußern soll: „I know this prairie like the back a‘ my hand.“ Austin ist mit dieser Formulierung unzufrieden und sucht nach einer Alternative. Schließlich schlägt er folgenden Satz vor: „I‘m on intimate terms with this prairie.“
Diese Formulierung, auf die sich die beiden dann einigen, ist jedoch gänzlich unpassend, da eine hochtrabende Wendung wie to be on intimate terms wohl kaum von einfachen Cowboys genutzt oder beherrscht würde und somit lächerlich wirkt.
Komik durch Sprache findet sich ebenso in zahlreichen anderen Passagen des Stückes, so etwa als Austin seine Diebstähle von Toastern kommentiert und dabei feststellt: „There‘s gonna‘ be a general lack of toast in the neighborhood this morning. Many, many unhappy, bewildered breakfast faces.“
Ebenso erzielt Lees völlig naive Reaktion auf eine Frage von Austin, auf die dieser eigentlich überhaupt keine Antwort erwartet, eine komische Wirkung. Austins rhetorische Frage: „You know how many guys spend their whole lives down here to break into this business?“ dient eigentlich dazu, Lee zu verdeutlichen, wie ungemein schwierig es ist, in dem harten Konkurrenzkampf der Filmindustrie Hollywoods zu bestehen. Lee entgegnet indes ganz naiv: „I got no idea. How many?“ und erzeugt damit eine Entschärfung der ursprünglich durchaus ernsthaften Aussage Austins.
Im letzten Teil des Dramas wird durch Moms Worte angesichts der gewalttätigen Auseinandersetzung ihrer Söhne ein bitter-komischer Effekt geschaffen. Angesichts ihrer völligen Verkennung des Ernstes der Lage sind ihre Ermahnungen zu artigem Benehmen nicht nur völlig unangemessen und lächerlich, sondern erzeugen durch die damit verbundene Mischung von Tragik und Komik eine groteske Wirkung.

## Rezeptions- und Aufführungsgeschichte
True West gehört gegenwärtig zu den meistgespielten Stückes Shepards und hat einen festen Platz in der zeitgenössischen amerikanischen Theaterliteratur.
Die Uraufführung des Werkes fand am 11. Juli 1980 am Magic Theater in San Francisco statt, wo Shepard zu der Zeit als Dramaturg (resident playwright) tätig war. Shepard war allerdings mit der Aufführung nicht zufrieden; zudem gab es Zerwürfnisse mit Schauspielern und dem Regisseur. Eine weitere Aufführung im selben Jahr in New York fiel ebenso wenig zu Shepards Zufriedenheit aus. Seine endgültige Fassung und Realisierung erhielt das Werk erst 1982 durch die Steppenwolf Theatre Company in Chicago. Die Regie übernahm Gary Sinise, der zugleich die Rolle des Austin übernahm. Der damals noch wenig bekannte John Malkovich spielte Lee. Diese Aufführung wurde begeistert aufgenommen und gilt bis zum gegenwärtigen Zeitpunkt als beispielhafte Bühnenversion des Dramas.
Nach dem gefeierten Erfolg in Chicago folgte eine Inszenierung am Cherry Lane Theater, einer der ältesten Off-Broadway Bühnen in New York. Das Stück wurde dort an 762 Abenden gespielt.
Am 2. März 2000 wurde das Stück erstmals durch eine Wiederaufnahme am Circle in The Square Theater auf der großen Bühne des Broadways gespielt und wurde dank der herausragenden schauspielerischen Leistungen von Philip Seymour Hoffman und John C. Reilly zu einem triumphalen Erfolg. In dieser Produktion wechselten sich die beiden Schauspieler nach drei Abenden in den Rollen von Austin und Lee ab und übernahmen die jeweils andere Rolle, um so zu verdeutlichen, dass diese beiden Charaktere in True West die menschliche Doppelnatur oder Dualität aufzeigen.
Die Rollen der beiden Brüder in True West wurden seitdem neben den genannten Darstellern von zahlreichen namhaften amerikanischen Schauspielern übernommen, so beispielsweise von James Belushi, Bruce Willis, Erik Estrada, Gary Cole oder Dennis und Randy Quaid.
Die erste Aufführung in England fand 1981 unter der Regie von John Schlesinger mit dem jungen Bob Hoskins in der Rolle des Lee statt. Im Gegensatz zu den amerikanischen Aufführungen des Werkes, bei denen die Zuschauer mit wachsender Begeisterung reagierten, zeigte sich das britische Theaterpublikum bei der Uraufführung von True West in seiner Reaktion eher verhalten. Die damaligen professionellen britischen Theaterkritiker beurteilten das Stück eher negativ und reagierten großenteils mit Verrissen. So hielt etwa Michael Billington, der renommierte Kritiker des Guardian, der vorherige Stücke Shepards durchaus gelobt hatte, das Drama für oberflächlich und zu schematisch: „here [in True West] the background is too sketchy to make the descent into the abyss dramatic. There simply aren‘t enough layers around to be stripped.“
Diese anfangs negative Bewertung durch die britischen Theaterkritiker hat sich jedoch seitdem stark gewandelt; nachfolgende Rezensionen späterer Aufführungen fielen überwiegend positiv aus. Derselbe Michael Billington rühmte 2006 anlässlich einer Aufführung von Shepards The Late Henry Moss indirekt die komplexe Erzähltechnik und metaphorische Bedeutsamkeit der dargestellten Familienkonstellation in True West für die Lügen, Ausflüchte und die Weigerung der amerikanischen Gesellschaft, sich mit unangenehmen, widerwärtigen Wahrheiten auseinanderzusetzen: „You could say that Shepard is recycling familiar themes. The sibling rivalry of Earl and Ray recalls True West. And the idea of family life as a tissue of sadistic secrets evokes Buried Child. But what gives this play its special texture is its complex narrative technique. […] For Shepard the family is a metaphor for America itself: a society that survives on lies, evasions and refusal to face unpalatable truths.“ In einer jüngeren Rezension einer neuerlichen Aufführung von True West im Mai 2010 in Sheffield mit Nigel Harman als Austin and John Light als Lee rühmte Billington darüber hinaus die mythischen Qualitäten des Stückes („mythic play“).
Auch die renommierte britische Theaterkritikerin Lyn Gardner lobte im September 2014 eine Neuaufführung von True West am Tricycle Theatre in London als äußerst gelungene, oftmals komische Wiederaufführung („searingly good – and often very funny – revival“) dieses klassischen Dramas Shepards aus den 1980er Jahren, in dem es um weitaus mehr gehe als die Rivilität zwischen zwei Geschwistern.
In Deutschland fand die Uraufführung von True West am 15. März 1985 im Theater Erlangen statt. Ähnlich wie in Großbritannien fiel die anfängliche Kritik zunächst wenig schmeichelhaft aus. So heißt es beispielsweise in einer frühen Rezension des Spiegels von Shepards dramatischem Werk am 14. April 1986: „Der "anerkannte Klassiker der amerikanischen Moderne", wie ihn der Kritiker Martin Esslin nannte, schreibt freilich nur über Dinge, die er kennt. Deshalb ist, trotz der mystischen Weite der in seinen Stücken allgegenwärtigen Wüste, sein Horizont begrenzt: die Banalität der Dialoge suggeriert eine verborgene Dimension. Für die Mythen, die er so vielsagend zitiert, hat Shepard Trivial-Plots geplündert - etwa Western-Geschichten, Science-fiction, Abenteuer-Romanzen, Action- und Thriller-Literatur.“ Shepard setze für eine „karge Bühne […] deftige Signale“, aus denen er jedoch „dumpfe Symbole“ mache. In seiner „theatralische[n] Sendung […] vom kaputten, entwurzelten, tragischen Amerika“ beklage Shepard „Stück für Stück […] dessen verlorene Unschuld, begleitet von dem heftigen Wunsch, diese Unschuld wiederherzustellen.“ Sein morbider Kosmos sei vor allem von „zerrüttete[n] Familien“ bevölkert, „an denen dunkle Mythen kleben“. „Erotik, Humor oder Ironie“ sei ihnen jedoch fremd.
In der weiteren Rezeptionsgeschichte des Werkes ist jedoch auch in Deutschland die frühe Kritik einer überwiegend positiven Würdigung des Werkes gewichen. So betont der Spiegel etwa in seinem Nachruf auf Sam Shepard vom 31. Juli 2017, Shepard sei es als Dramatiker gelungen, die Sollbruchstellen des Amerikanischen Traumes schonungslos offenzulegen. Mit seiner „dysfunktionalen Familienaufstellung - die durchaus autobiografische Aspekte durchscheinen“ lasse sowie mit seiner wehmütigen Beschwörung des verlorenen Westens und dem Abgesang auf private wie öffentliche Heldenbilder habe Shepard mit seinem dramatischen Werk Eingang in den Kanon der amerikanischen Literatur gefunden. Mit dem oft aufgeführten True West habe Shepard „seine Serie von gefeierten Bühnen-Familientragödien“ fortgesetzt.
Auch der angesehene Literaturkritiker Martin Becker zählt True West zu den großen Theaterstücken Shepards, in denen der Dramatiker Shepard durch die Verknüpfung von Vergangenheit und Gegenwart „die Wirkmacht des American Dream und der Suche nach dem großen Glück“ zeige, aber auch verdeutliche, „wie die Schattenseiten, nämlich Gewalt und der [sic!] Trostlosigkeit, bis in die Gegenwart wirken, obwohl sie verdrängt werden.“
Das Stück wurde ebenfalls in einer Koproduktion des Théâtre National du Luxembourg, der Ruhrfestspiele Recklinghausen und des Renaissance-Theaters Berlin im Jahr 2008 u. a. von Oktay Özdemir (Lee) und Eralp Uzun (Austin) aufgeführt. Die beiden türkischstämmigen Schauspieler versuchten hierbei, aktuelle Bezüge zum Leben in Berlin-Kreuzberg darzustellen.

## Verfilmungen
Am 31. Januar 1984 erschien als 110-minütiger Fernsehfilm die Filmaufzeichnung einer Aufführung von Shepards Stück unter der Regie von Allan A. Goldstein mit John Malkovich und Gary Sinise in den Hauptrollen der Brüder Lee und Austin.
Am 12. August 2002 wurde erstmals eine auf Shepards Werk basierende 107-minütige Fernsehfassung unter der Regie von Gary Halvorson mit Bruce Willis als Lee und Chad Smith als Austin ausgestrahlt.

## Textausgaben (Auswahl)
- Sam Shepard: True West. Faber and Faber, London 1981.
- Sam Shepard: Seven Plays (Buried Child, Curse of the Starving Class, The Tooth of Crime, La Turista, Tongues, Savage Love, True West). Dial Press Trade Paperback, New York 2005, ISBN 978-0-553-34611-4.
- Sam Shepard: True West. Diesterweg Verlag, Frankfurt a. M. 1988, ISBN 978-3-425-04840-6.
- Sam Shepard: True West. Cornelsen, Berlin 2005, ISBN 978-3-06-031186-6.

## Sekundärliteratur (Auswahl)
- William Klep: Sam Shepard’s True West. In: Theater, Yale, 12 (Herbst/Winter 1980), S. 65-7, Nachdruck in Bonnie Marranca (Hrsg.): American Dreams: The Imagination of Sam Shepard. PAJ Publications, New York 2001, ISBN 978-0-933826-13-7.
- Albert Glaap: “America’s New West - Dreamspace and Reality”. Zu Sam Shepards Drama True West. In: Lothar Bredella (Hrsg.): Die USA in Forschung und Unterricht. Kamp Verlag, Bochum 1984, ISBN 978-3-592-36318-0, S. 202–211.
- Rainer Jacob: Interpretationen Englisch - Sam Shepard: True West. Stark Verlag, Hallbergmoos 2008, ISBN 978-3-86668-034-0.
- Tucker Orbison: Mythic Levels in Shepard’s True West. In: Modern Drama, Downsview, ON, Canada (MD). 27, Dezember 1984, s. 506-519.
- Michael Krekel: «Von Cowboys bis True West»: Sam Shepards Drama: Dokumente einer amerikanischen Phantasie. Europäische Hochschulschriften / European University ... Universitaires Européennes, Band 25, Peter Lang Verlag, Berlin 1986, ISBN 978-3-8204-9147-0.
- David M. Galens (Hrsg.): A Study Guide for Sam Shepard's "True West". Gale Research, Study Guides: Drama for Students, Volume 3, Detroit 2017, ISBN 978-1-375-39529-8.